# Weltmeisterschaften im Modernen Fünfkampf 2021
Die Weltmeisterschaften im Modernen Fünfkampf 2021 fanden bei den Herren und den Damen vom 8. bis 14. Juni 2021 in der ägyptischen Hauptstadt Kairo statt.
Ursprünglich sollten die Weltmeisterschaften in Minsk, Belarus, stattfinden. Im Januar 2021 wurde die Austragung jedoch aufgrund der politischen Lage in Belarus nach Kairo verlegt.
Erfolgreichste Nation war Ungarn, dessen Sportler zwei WM-Titel und zwei Bronzemedaillen sowie eine Silbermedaille gewannen. Deutschland belegte in der Rangliste der erfolgreichsten Nationen den vierten Platz: Annika Schleu, Rebecca Langrehr und Janine Kohlmann wurden im Mannschaftswettbewerb Weltmeisterinnen, während Fabian Liebig, Marvin Dogue und Patrick Dogue den Mannschaftswettbewerb auf dem zweiten Platz beendeten. Patrick Dogue und Rebecca Langrehr gewannen außerdem Bronze in der Mixed-Staffel. Die russische Mannschaft nahm aufgrund einer vom Internationalen Sportgerichtshof im Dezember 2020 verhängten Suspendierung als Russian Modern Pentathlon Federation (RMPF) teil.
Die jeweiligen drei Bestplatzierten der Einzelwettkämpfe qualifizierten sich für die Olympischen Sommerspiele 2020 in Tokio. 

## Herren

### Einzel
| Platz | Land    | Sportler          |
| ----- | ------- | ----------------- |
| 1     | Ungarn  | Ádám Marosi       |
| 2     | RMPF    | Alexander Lifanow |
| 3     | Ägypten | Ahmed El-Gendy    |

### Mannschaft
| Platz | Land        | Sportler                                   |
| ----- | ----------- | ------------------------------------------ |
| 1     | Ungarn      | Bence Demeter Richárd Bereczki Ádám Marosi |
| 2     | Deutschland | Fabian Liebig Marvin Dogue Patrick Dogue   |
| 3     | Ägypten     | Eslam Hamad Ahmed Hamed Ahmed El-Gendy     |

### Staffel
| Platz | Land                | Sportler                         |
| ----- | ------------------- | -------------------------------- |
| 1     | RMPF                | Alexander Lifanow Maxim Kusnezow |
| 2     | Südkorea            | Jun Woong-tae Jung Jin-hwa       |
| 3     | Volksrepublik China | Han Jiahao Zhang Linbin          |

## Mixed
| Platz | Land        | Sportler                           |
| ----- | ----------- | ---------------------------------- |
| 1     | Südkorea    | Kim Se-hee Seo Chang-wan           |
| 2     | Belarus     | Nastassja Prakapenka Ilja Palaskou |
| 3     | Deutschland | Rebecca Langrehr Patrick Dogue     |

## Damen

### Einzel
| Platz | Land       | Sportlerin           |
| ----- | ---------- | -------------------- |
| 1     | Belarus    | Nastassja Prakapenka |
| 2     | Frankreich | Élodie Clouvel       |
| 3     | Ungarn     | Michelle Gulyás      |

### Mannschaft
| Platz | Land        | Sportlerinnen                                         |
| ----- | ----------- | ----------------------------------------------------- |
| 1     | Deutschland | Annika Schleu Janine Kohlmann Rebecca Langrehr        |
| 2     | Ungarn      | Blanka Guzi Tamara Alekszejev Michelle Gulyás         |
| 3     | Belarus     | Wolha Silkina Nastassja Prakapenka Iryna Prassjanzowa |

### Staffel
| Platz | Land    | Sportlerinnen                         |
| ----- | ------- | ------------------------------------- |
| 1     | Belarus | Wolha Silkina Iryna Prassjanzowa      |
| 2     | RMPF    | Gulnas Gubaidullina Uljana Bataschowa |
| 3     | Ungarn  | Rita Erdős Sarolta Simon              |

## Medaillenspiegel
| Platz | Land                                 | Gold | Silber | Bronze | Gesamt |
| ----- | ------------------------------------ | ---- | ------ | ------ | ------ |
| 01    | Ungarn                               | 2    | 1      | 2      | 5      |
| 02    | Belarus                              | 2    | 1      | 1      | 4      |
| 03    | Russian Modern Pentathlon Federation | 1    | 2      | —      | 3      |
| 04    | Deutschland                          | 1    | 1      | 1      | 3      |
| 05    | Südkorea                             | 1    | 1      | —      | 2      |
| 06    | Frankreich                           | —    | 1      | —      | 1      |
| 07    | Ägypten                              | —    | —      | 2      | 2      |
| 08    | Volksrepublik China                  | —    | —      | 1      | 1      |